# 伊藤あすか
伊藤 あすか（いとう あすか、2月18日 - ）は、日本の女性声優。神奈川県横浜市出身。RME所属。

## 来歴・人物
2000年4月、声優ユニット「KiraKira☆メロディ学園」二期生としてデビュー。解散後同ユニット内のメンバーで結成されたユニット「LaLa♪Lu」に参加。ライブやイベント、ゲームの声優などの活動を行なった。
2003年 - 2007年まで活動を休止していたがドワンゴが主催する「アニメロ新人オーディション」に合格。活動を再スタートさせた。
2009年4月より声優プロダクションRME (株) に所属。主に少女役を演じる。特にテンションの高い萌え系やツンデレ、熱血系の役が多い。デビュー作（『チョコレート♪キッス』）では、金髪・ツインテール・ツンデレという大道の役を演じた。
2021年7月12日に第一子の女児を出産し、翌日に自身のTwitterにて報告した。
趣味は釣り（海釣り）、シュノーケリング、ショッピング。

## 出演
太字はメインキャラクター。

### テレビアニメ
2008年
- スレイヤーズ（2008年 - 2009年、少女B、村民C、子供A、男児A、村人D、女子C、町人B、タフォーラシア国民） - 2シリーズ

2010年
- 殿といっしょ 1分間劇場（伊達家女中）

2014年
- ガールフレンド（仮）（女生徒B）

2018年
- レディスポ（織原）

2019年
- アズールレーン（2019年 - 2020年、サンディエゴ、ハムマン、アーク・ロイヤル）

2020年
- どるふろ -狂乱篇-（2020年、IDW）

2022年
- ドールズフロントライン（PPK）
- ブラック★★ロックシューター DAWN FALL（ミヤ）

### OVA
- 殿といっしょ（伊達家女中）
- 姉ログ（2015年、店長）※コミックス第7巻OVA付き限定版
- OVA アズールレーン Queen's Orders（2023年、アーク・ロイヤル）

### Webアニメ
- どるふろ -癒し篇2-（2021年、IDW、ゲーム起動音、PPK、コスプレイヤー、IDWマスコット）

### ゲーム
出演時期不明
- アビス・ホライズン（潮、クイーン・アンズ・リベンジ）
- 三国群英伝2（プレイヤーボイス）
- パネルクイズ アタック25（回答者）
- 魔女アリサの物語（チビ魔女）
- ドールズフロントライン（FG42、IDW、M60、PPK）
- maimai Finale (みるく)

2000年代
- チョコレート♪キッス（入谷結花）

2010年代
- STORM LOVER（滝沢ミカ）
- Princess Frontier Portable（カミーラ）
- テストドライブ アンリミテッド 2（ホステス）
- ナイトクライ（ジェシカ）
- アズールレーン（2017年 - 2022年、サンディエゴ、ハムマン / ハムマンII、アーク・ロイヤル） - 2作品
- ワールドフリッパー（2019年、ラムス）

2020年
- プロジェクト・シルバーウイング（SG550、Five-seve N）
- フィーバーダンク
- ラストオリジン（セラピアス・アリス、T-12カリアフ・ベラ、P-29リントブルム）

2022年
- ニューラルクラウド（ベティ）

2024年
- ミステリーの歩き方（内田渚）

2025年
- Nikoderiko: The Magical World ディレクターズカット版（ルナ）

### パチンコ
- ニューギン CR佐武と市捕物控（町娘）
- ニューギン CR神音の森（かな）
- ニューギン CR眠狂四郎（文字若）

### 吹き替え
- LEGO Elves:エルブンデールの秘密　（クオーツィ）
- マーロン（アシュリー）
- デッド・オア・ラン（ジェニー）
- エリザベス　神なき遺伝子（ロー

ラ）
- 愛しのMILF 恋人は親友のママ（アレックス）
- ゾーン・オブ・ザ・デッド（アンジェラ）
- ターザンの大冒険 第6巻（少年/ジェーン）※DVD版
- ハリウッド式 恋のから騒ぎ（フィオナ）
- プリズン・ブレーキ（ジェイニー）主役

### ナレーション
- livedoor 萌え通信
- 月刊声優グランプリ2011年11月号（WEB用CMナレーション）
- TBSラジオCM
- NHK Eテレ「オトッペ」
- ツカモトエイム『クリスタル・ブラン』

### ボイスオーバー
- テレビ東京 極嬢ヂカラ

### テレビ
- テレビ東京 リアル体感!?まさかの世界〜アバターの冒険！〜
- テレビ東京 たけしのニッポンのミカタ! （マザコン女-再現VTR-）
- 日本テレビ ザ!世界仰天ニュース （再現VTRの本人役）
- テレビ朝日 見逃しチャンネル（トラ）

### 映画
- デスカッパ（看護婦）

### 舞台
- RMEプロデュース公演「そんなぁ・・こんなことってありかよっ！」
- 柴田秀勝プロデュース公演「嫡出否認リメイク版〜俺の子供じゃない〜」
- RMEプロデュース公演「真偽の噂-Rumor of truth」

### ドラマCD
- ホステス様御用達闇金（中山）

### ラジオ
- かわさきFM 音楽のドア（ゲスト出演）
- It's On!（ゲスト出演）
- 文化放送 RADIOアニメロミックス内ニコステ（アシスタント）
- RMEオフィシャルネットラジオ Voice Station Neo!（パーソナリティー）

### ネットテレビ
- まぶだちぼしゅう（パーソナリティー）
- ニコニコ動画 アニメロ新人オーディション（アシスタント）
- ニコニコ動画RADIOアニメロミックス第二部（アシスタント）
- ニコニコ動画 まぐまぐdeちゅ☆（パーソナリティー）
- NEO-TV（パーソナリティー/企画・構成）

## ディスコグラフィ

### 音楽CD
- NET IDOL COLLECTOR 1
- ポジティブ！
- アニメロ新人オーディション〜Memorial Songs〜

### 楽曲配信
- 冬のうた
- にじ色アメイジングスマイル

## その他
- イメージガール PCゲーム「ナコルル〜あのひとからのおくりもの〜」（ナコルル）
- CD-ROM写真集「そんなあなたにメロメロメロン」
- ニコニコ動画時報内「コメント向上委員会」
- 第85回 謙信公祭（永井為実※声優として）
- Webアニメ「ネット社会の歩き方」（ミサキ）
- アイドルユニット「○○学園放送部」プロデューサー&振り付け担当
- ゼロメディカル「どうする？ホームページ… "歯科医編"」（さやか）
- AVIOT TE-D01d 音声ガイダンス

### シリーズ一覧
1. ↑  第4期『REVOLUTION』（2008年） 、第5期『EVOLUTION-R』（2009年）
2. ↑  『アズールレーン』（2017年 - 2022年）、『クロスウェーブ』（2019年）